# Глоба Лазар Остапович
Ла́зар Оста́пович Гло́ба (?, Медведівка біля Чигирина, нині Черкаська область — 1793, Катеринослав) — осавул Війська Запорозького.
Після виходу у відставку (1743) оселився на правому березі Дніпра (у межах сучасного однойменного міста) і посадив три сади: на Монастирському острові, на березі Дніпра навпроти цього острова і внизу при слободі Половиця.
Облаштував на Дніпрі чотири млини.
Мав ткацьку майстерню у Новому Кодаку (нині територія м. Дніпра). 
Після продажу Потьомкіну саду й пшеничного поля на схилі пагорба, де нині знаходиться парк імені Тараса Шевченка, перебрався з гори вниз, де залишився жити при слободі Половиці, у посадженому ним самим саду (нині парк Лазаря Глоби).
Прожив понад сто років і похований у своєму саду.
17 вересня 1972 року йому встановили пам'ятник (скульптор Едуард Курильов, архітектор Костянтин Присяжний) у парку його імені.

## Життєпис
За спогадами запорожця Микити Леонтійовича Коржа, близького приятеля Л. Глоби, останній був серед перших жителів цих місць. Він оселився навпроти о. Монастирського ще до появи селища Половиця. Більш докладно повідомляє про себе сам Лазар Глоба в складеному з його слів (бо сам  був неписьменний) «покірному донесенні» новоросійському губернатору Миколі Язикову від 18 вересня 1778 р.
Історія появи цього «донесення» (тобто прохання) така: коли 1775 року за наказом Катерини II  остаточно ліквідовано Запорозьку Січ, на землях колишніх Вольностей Запорозьких почали отримувати землю дворяни і селяни з Великоросії. Частина старшини, в першу чергу — отаман Петро Калнишевський, останній писар Січі — Іван Глоба та ін. були заарештовані й розіслані по монастирях. Їхні землі перейшли до держави і теж склали нагородний фонд російських офіцерів. Через побоювання розділити долю нещасних і зазнаючи утисків з боку навколишніх поселенців, Глоба й вирішив звернутися до губернатора.
Завдяки цьому «донесенню», можна дізнатися цінні факти з його біографії. З'явився він на берегах Дніпра в 1743 р., пішовши з польського на той час містечка Ведмедівка (на початку XX ст. воно перебувало в Чигиринському повіті Київської губернії). Відразу оселився «навпроти острова на Дніпрі, званого Монастирський, де побудував я собі на Дніпрі кам'яних 4 млини на користь суспільну, невсипущими моїми працями і коштом розвів на тому острові, так само при житлі своєму і особливо при слободі Половиці не тільки досить лісу, але і плодових дерев». Л. Глоба, щоб надати ваги своєму посланню, вказав на свою старанність під час російсько-турецької війни 1768—1774 рр., що закінчилася підпорядкуванням Криму Росії, і на свою благонадійність під час знищення Січі, надавши копії відповідних атестатів. Так, за свідченням командувача російської армії в Криму, князя Ол. Прозоровського, Лазар Глоба, як запорозького війська полковий осавул, ходив 1770 р. у похід по Дністру і до Очакова, де «поступал на противу неприятеля прямо из настоящего к службе усердия».
У 1775 р. Лазар Глоба був, ймовірно, у себе вдома, в Новому Кодаку, де отримав підтвердження своєї лояльності від генерал-майора графа Антона де Бальмена в тому, що він (Л.Глоба) «ніяких розпусних вчинків проти нинішнього становища всього краю за ним не помічено, а навпаки, намагався всіляко розпусних товаришів призводити в покору найвищою монаршою владою». Вже  наступного ж дня, 19 вересня 1778 р. Микола Язиков дав свою «пропозицію» Саксаганській воєводській канцелярії: «З поваги до доброчесної поведінки колишнього запорізького війська полкового осавула Лазаря Глоби і працьовитості, фруктові дерева, що в його економії зберігаються ним, і розташовані на острові і при будинку його в селі Половиця, пропоную залишити у власне його володіння».
Глоба зостався жити на зайнятому ним місці. Як полковий осавул, людина багата і незалежна, він користувався повагою жителів Половиці, вони довіряли йому відповідальні справи. Так, у 1779 та 1780 рр., коли жителі села клопотали перед губернатором Миколою Язиковим про будівництво у себе церкви, прохання ці першим підписував Л. Глоба.
У вересні 1781-го він знову звертається до губернатора з проханням, цього разу про звільнення його від «загальнонародних повинностей», що й було задоволено «відкритим ордером»  Миколи Язикова від 16 вересня того ж року.
Справжньою любов'ю стало для відставного осавула розведення садів, які він збільшував до самого початку будівництва Катеринослава. За первісним задумом, центр міста мав розташуватися на кручі над Дніпром, яку уподобав князь Потьомкін. Він і купив верхній сад. Згодом цей сад під назвою Потьомкінського (тепер парк ім. Т. Г. Шевченка) подарували дворянському зібранню. Історик А. А. Скальковський називав суму угоди в 3 тис. карбованців, але Д. І. Яворницький справедливо сумнівався в достовірності такої суми і з посиланням на архієпископа Гаврила називав іншу — в 500 карбованців.
Після продажу, як згадував Микита Корж, свого «майна», Глоба переселився в Половицю, де «розвівши дивовижний сад, помер там же у глибокій старості й похований у саду». Над могилою його було встановлено камінь.
Аполон Скальковський вважав, що це сталося в 1793 р., але Василь Біднов, переглянувши метрики Катеринослава за 1790—1798 рр., запису про смерть Лазаря Глоби не знайшов.
Цей сад перейшов на користь міста і став улюбленим місцем гулянь городян у XIX ст.

## Пам'ять
У Дніпрі є парк Лазаря Глоби, в якому встановлено пам'ятник Лазарю Глобі.
До 100-річного ювілею Катеринослава, 1887 р., на стовпі викарбувано напис з вказівкою, хто тут похований. Але розташована в маловідвідуваній частини саду, могила залишалася маловідомою, і місце останнього спочинку засновника катеринославських садів мало хто відвідував. У 1817—1858 рр. обидва сади перебували у віданні Катеринославського училища садівництва і поступово розвивалися, а ось саду на острові Монастирському не пощастило. У 1845 р. його передали в лісове відомство, яке 1863 р. продало його Рябініну за 4000 карбованців. Далі острів пішов по руках і до початку XX ст. являв собою позбавлену дерев брилу, порослу бур'яном. Відродження парку тут почалося лише в другій половині 1950-х.
Питання про увічнення пам'яті Лазаря Глоби порушувалося на засіданні заснованої в 1903 р. Катеринославської Ученої архівної Комісії, яка об'єднала закоханих в історію ріднокраю людей.
30 листопада 1903 року заступник голови Комісії, директор Катеринославської комерційної школи Антін Синявський запропонував звернутися до міської управи з проханням «захистити від нехтування прах засновника і насадителя як Потьомкінського, так і міського саду козака Глоби ґратами». Оскільки за статутом архівних комісій, на їх чолі стояв зазвичай губернатор, міська управа не наважилася відмовити в проханні і прах був огороджений.
Наступний захід припадає вже на 1972 рік, коли в рамках підготовки до двохсотріччя Дніпропетровська (1976), над могилою Лазаря Глоби був встановлений пам'ятник (скульптор Е. М. Курильов, архітектор К. В. Присяжний).
Нарешті, 1993 р. Міська рада присвоїла колишньому Міському парку ім. Чкалова, ім'я засновника саду — козака Лазаря Глоби.

## Джерело
- Устное повествование запорожца Никиты Леонтиевича Коржа. Одеса, 1842.
- Михаил Шатров. Город на трех холмах. Дн., 1969.